# Lijst van burgemeesters van Adorp
Dit is een lijst van burgemeesters van de voormalige Nederlandse gemeente Adorp in de provincie Groningen. 

In 1990 werden de gemeenten Adorp, Baflo en Ezinge bij de oude gemeente Winsum gevoegd tot de nieuwe gemeente Winsum.
| Ambtsperiode | Naam burgemeester                                   | Partij of stroming | Bijzonderheden                                                   |
| ------------ | --------------------------------------------------- | ------------------ | ---------------------------------------------------------------- |
| 1811 - 1812  | Goossen Hindriks Braker                             |                    | landbouwer, ovl. 14 mei 1812                                     |
| 1812 - 1813  | Hendrik Ailkes Bos                                  |                    | landgebruiker                                                    |
| 1813 - 1837  | Geert Geerts Zijl                                   |                    | ook secretaris en landbouwer                                     |
| 1837 - 1857  | mr. Carel Willem Pieter van Naerssen                |                    | ook secretaris, daarnaast burgemeester van Bedum                 |
| 1857 - 1859  | Jan Witkop van Roijen                               |                    | ook secretaris; werd burgemeester van Kantens en van Middelstum  |
| 1859 - 1860  | Jan Hendrik Leopold                                 |                    | ook secretaris; werd burgemeester van Bedum                      |
| 1860 - 1893  | jhr. Cornelis Henric Quintus                        |                    | werd burgemeester van Haren                                      |
| 1893 - 1897  | Jan Hendrik Herman Piccardt                         |                    | werd burgemeester van Finsterwolde                               |
| 1897 - 1899  | Theodoor Cluysenaer                                 |                    | werd burgemeester van Borculo                                    |
| 1899 - 1923  | Gerhardus Rookmaker                                 |                    |                                                                  |
| 1923 - 1933  | Gerardus Willem Hendrik Esselink                    | ARP                | was sinds 1917 secretaris; werd burgemeester van Ferwerderadeel  |
| 1933 - 1942  | dr. Jan Albertus Hendrik Johan Sieuwert Bruins Slot | ARP                |                                                                  |
| 1942 - 1945  | J.J.C.A. Karres                                     |                    |                                                                  |
| 1946 - 1947  | Bindert de Haan                                     | ARP                |                                                                  |
| 1947 - 1967  | Jan Boersma                                         |                    | was gemeentesecretaris van Uithuizen                             |
| 1967 - 1984  | Anne Sybesma                                        | ARP / CDA          | was gemeentesecretaris van Ulrum, werd burgemeester van Ten Boer |
| 1985 - 1990  | Johan Bruins Slot                                   | CDA                |                                                                  |